# Portada/efemèride novembre 26
La Venus de Badalona
« 25 de novembre · 26 de novembre · 27 de novembre »